# Port lotniczy Atyrau
Port lotniczy Atyrau (IATA: GUW, ICAO: UATG) - port lotniczy położony w Atyrau, w Kazachstanie.

## Linie lotnicze i połączenia
| Linia Lotnicza   | Kierunek |
| ---------------- | --- |
| Aerofłot         | 1. Moskwa-Szeremietiewo |
| Air Astana       | 1. Ałmaty 2. Amsterdam 3. Astana 4. Stambuł |
| FlyArystan       | 1. Ałmaty 2. Aktau 3. Aktobe 4. Astana 5. Kutaisi 6. Kyzyłorda 7. Orał Ak Żoł 8. Karaganda 9. Kustanaj 10. Kyzyłorda 11. Szymkent Sezonowe czartery: 1. Szarm el-Szejk |
| Qazaq Air        | 1. Aktau 2. Aktobe 3. Orał Ak Żoł |
| Rossiya Airlines | 1. Soczi |
| SCAT Airlines    | 1. Aktau 2. Astana 3. Ras al-Chajma 4. Turkiestan |